# Nova Olinda (Paraíba)
Nova Olinda è un comune del Brasile nello Stato del Paraíba, parte della mesoregione del Sertão Paraibano e della microregione di Piancó.